# André Kuenzi
André Kuenzi, né le 21 septembre 1916 à Lausanne et mort à Gimel le 30 novembre 2005, est un poète, critique d'art, écrivain et chroniqueur d'art vaudois.

## Biographie
Originaire de Schlosswil dans le canton de Berne, André Kuenzi, après des études à l'École des beaux-arts à Lausanne, devient critique d'art pour la revue Formes et couleurs ainsi que pour la Gazette de Lausanne.
Auteur de très nombreux essais notamment sur Abraham Hermanjat, Charles Chinet, Paul Klee, Pablo Picasso, Augusto Giacometti et Louis Soutter, André Kuenzi est aussi poète. Il a en effet publié quatre recueils : La fleur au chapeau (1942), Ricochets (1944), Parenthèses (1946), Archivoltes (1949).
À la fin des années 1970, il est recruté par Léonard Gianadda pour monter des expositions à la fondation Gianadda.